# 張翰芳
張翰芳（16世紀—17世紀），字右文，號對岫，山西平陽府絳州垣曲縣人，明朝政治人物。

## 生平
張翰芳是萬曆四十六年（1618年）的舉人亞魁，次年（1619年）聯捷進士，獲授中書舍人。他正直不阿，名聲顯赫，多次上疏邊境事務和停止加賦，垣曲人感激他的舉措，死後入祀鄉賢祠。